# República de Siria (1930-1958)

## Primera República Siria
La Primera República siria, oficialmente la República Siria, se formó en 1930 como un componente del Mandato para Siria y el Líbano, sucediendo al Estado de Siria. En 1936 se firmó un tratado de independencia para conceder la independencia a Siria y poner fin al gobierno oficial francés, pero el parlamento francés se negó a aceptar el tratado. De 1940 a 1941, la República Siria estuvo bajo el control de la Francia de Vichy y, tras la invasión aliada de 1941, siguió gradualmente el camino hacia la independencia. La proclamación de la independencia tuvo lugar en 1944, pero recién en octubre de 1945 la República Siria fue reconocida de iure por las Naciones Unidas; se convirtió en un Estado soberano de facto el 17 de abril de 1946, con la retirada de las tropas francesas. Fue reemplazada por la Segunda República Siria tras la adopción de una nueva constitución el 5 de septiembre de 1950.

### Antecedentes
El 23 de diciembre de 1925, Henri de Jouvenel fue nombrado Alto Comisionado francés para Siria, y el 28 de abril de 1926, el Alto Comisionado nombró a Ahmad Nami como primer ministro y Jefe de Estado, quien formó un gobierno integrado por seis ministros, tres de los cuales eran nacionalistas, y se acordó con el Alto Comisionado francés la agenda de trabajo del gobierno dio a conocer los diez puntos, los puntos más importantes fueron:
- Elección de la asamblea constituyente.
- Sustitución del mandato por un tratado entre Siria y Francia por un período de treinta años que salvaguardaría los derechos, deberes e intereses de ambas partes de manera idéntica al acuerdo entre Irak y Gran Bretaña.
- Finalización de la unidad siria.
- Creación de un ejército nacional para que las tropas francesas puedan retirarse progresivamente del territorio sirio.
- La ayuda de Francia para la admisión de Siria en la Sociedad de Naciones.
- Una amnistía general para todos los crímenes políticos, especialmente aquellos relacionados con la gran revolución.[4]

Los tres gobiernos formados por Ahmed Nami entre mayo de 1926 y febrero de 1928 fueron incapaces de cumplir su agenda. En septiembre de 1926, tras la sustitución del alto comisario Henri de Jouvenel por Henri Ponsot, se produjo un cambio de dirección en la cuestión siria y, contrariamente a la amnistía general, los franceses arrestaron a los tres ministros del gobierno nacional en septiembre de 1926 y los exiliaron al Líbano.
El Alto Comisionado francés inició en Beirut una serie de conversaciones con los principales dirigentes nacionales sirios, Hashim al-Atassi e Ibrahim Hananu, sobre la futura constitución, sin que se llegara a ningún acuerdo. El 15 de febrero de 1928, Ahmed Nami dimitió y el Alto Comisionado nombró al jeque Taj al-Din al-Hasani como nuevo jefe de Estado interino.
El Alto Comisionado decretó una amnistía antes de las elecciones, calificándola de amnistía general pero excluyendo los cargos relacionados con la gran revolución y los principales líderes nacionalistas sirio-libaneses como Shukri al-Quwatli, Abdel Rahman Shahbandar, Fawzi Qawukji, Ihsan Jabri (Siria), Amin Rouhaiaha y Mohamed Shureiki (región alauita), Sultan al-Atrash (Jabal Druze), así como Shakib Arslan y Shaib Whab (Líbano). Por lo tanto, los líderes de la resistencia armada siria no pudieron participar en las elecciones.
Los nacionalistas formaron una nueva agrupación política en preparación para las elecciones que incluía al antiguo Partido Nacional, algunos miembros del Partido Popular y figuras independientes, la mayoría de las cuales son locales, y se autodenominaron Bloque Nacional, y Hashim al-Atassi fue elegido como su presidente. En abril de 1928 se celebraron elecciones y se eligieron 70 miembros, aunque los resultados no fueron decisivos, sino a favor de los nacionalistas urbanos y los moderados rurales.

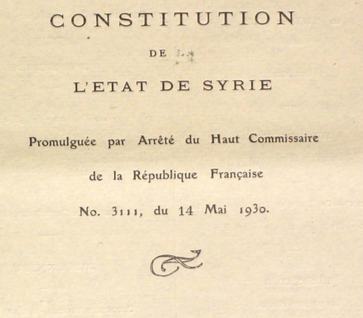
Constitución de la República Siria, 14 de mayo de 1930Primera República Siria Independiente (1946-1950)

El proyecto de una nueva constitución fue discutido por una Asamblea Constituyente elegida en abril de 1928, pero como el Bloque Nacional independentista había obtenido la mayoría, insistió en la inserción de varios artículos "que no preservaban las prerrogativas del poder mandatario".
La Asamblea Constituyente se reunió el 9 de mayo de 1928, en la sede del Gobierno, y eligió por unanimidad al Sr. Hashem al-Atassi como su presidente, y después de la llegada de Henri Ponsott, el Alto Comisionado, y Taj al-Din al-Hasani, el primer ministro y sus ministros. La Asamblea Constituyente comenzó a recitar los artículos de la Constitución, luego se suspendió la sesión hasta la fecha del 11 de agosto de 1928, cuando se abrió nuevamente la sesión en presencia del Alto Comisionado, el primer ministro y sus ministros, luego se recitaron los demás artículos de la constitución, y al votarla en su conjunto, fue aprobada por la Asamblea Constituyente la totalidad de sus 115 artículos, incluidos los seis artículos (2, 72, 73, 75, 110, 112 y muchos se refieren a las autoridades del Presidente y del Ejército), que era lo que los hombres del mandato esperaban para su abolición de la constitución, por inconsistencia con el sistema de mandato.
El Alto Comisionado se retiró de la sesión enojado, seguido por el primer ministro y los ministros, y emitió una decisión de posponer la convocatoria de la Asamblea Constituyente por un período de tres meses, con la esperanza de que se llegara a un acuerdo sobre los seis artículos de la Constitución que contradicen la política del mandato, y los aplazamientos de las negociaciones se repitieron en vano. Luego, cuando la Asamblea Constituyente abrió sus sesiones el 5 de febrero de 1929, el jefe de la división política de la Alta Comisión los sorprendió y leyó a los diputados el memorándum del Alto Comisionado que contenía la eliminación de los seis artículos que se oponían a la política del mandato y declaraba la suspensión indefinida de la Asamblea Constituyente.

### Historia

#### República Siria Bajo Mandato Frances (1930-1946)

##### La primera constitución siria

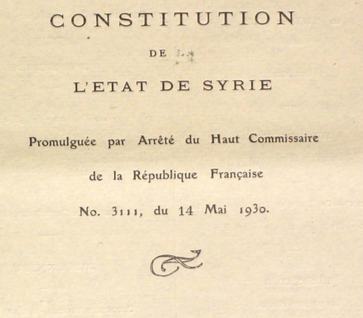
Portada de la Constitución del Estado sirio de 1930

El 14 de mayo de 1930, el alto comisionado francés promulgó una constitución para el Estado sirio. El 22 de mayo de 1930, el Estado de Siria fue declarado República de Siria y el Alto Comisionado francés promulgó una nueva Constitución siria, al mismo tiempo que la Constitución libanesa, el Reglamento del Sandjak de Alexandrette, el Estatuto del Gobierno alauita y el Estatuto del Estado druso de Jabal.  En esta constitución también se menciona una nueva bandera:
La bandera siria estará compuesta de la siguiente manera: la longitud será el doble de la altura. Contendrá tres bandas de dimensiones iguales, siendo la banda superior verde, la banda media blanca y la banda inferior negra. La parte blanca llevará tres estrellas rojas en línea, de cinco puntas cada una.
Durante el 20 de diciembre de 1931 y el 4 de enero de 1932 se celebraron las primeras elecciones bajo la nueva Constitución, en virtud de una ley electoral que preveía "la representación de las minorías religiosas", tal como lo imponía el artículo 37 de la Constitución. El Bloque Nacional quedó en minoría en la nueva Cámara de Diputados, con sólo 16 diputados de 70, debido a un intenso fraude electoral por parte de las autoridades francesas. Entre los diputados también se encontraban tres miembros del partido nacionalista kurdo sirio Xoybûn (Khoyboun), Khalil bey Ibn Ibrahim Pacha (provincia de Al-Jazira ), Mustafa bey Ibn Shahin (Jarabulus) y Hassan Aouni (Montes Kurdos). Más tarde, del 30 de marzo al 6 de abril, se celebraron "elecciones complementarias". El 11 de junio de 1932 la Cámara de Diputados de Siria eligió a Muhammad 'Ali Bay al-'Abid como presidente; en julio de 1932, el Estado sirio pasó a llamarse República de Siria.
En 1933, Francia intentó imponer un tratado de independencia fuertemente sesgado a favor de Francia. Prometió una independencia gradual pero mantuvo las montañas sirias bajo control francés. El jefe de Estado sirio en ese momento era un títere francés, Muhammad 'Ali Bay al-'Abid. La feroz oposición a este tratado fue encabezada por el destacado nacionalista y parlamentario Hashim al-Atassi, quien convocó a una huelga de 60 días en protesta. La coalición política de Atassi, el Bloque Nacional, movilizó un apoyo popular masivo a su llamado. Se produjeron disturbios y manifestaciones y la economía se paralizó.

##### Tratado de Independencia franco-sirio y el Sandjak de Alejandreta
Tras las negociaciones celebradas en marzo con Damien de Martel, Alto Comisionado francés en Siria, Hashim al-Atassi viajó a París al frente de una delegación de alto nivel del Bloque Nacional. El nuevo gobierno francés dirigido por el Frente Popular, formado en junio de 1936 después de las elecciones de abril-mayo, había acordado reconocer al Bloque Nacional como el único representante legítimo del pueblo sirio e invitó a al-Atassi a las negociaciones de independencia. El tratado resultante exigía el reconocimiento inmediato de la independencia de Siria como república soberana y la emancipación plena se otorgaría gradualmente a lo largo de un período de 25 años.
En 1936 se firmó el Tratado de Independencia franco-sirio, tratado que no sería ratificado por la legislatura francesa. Sin embargo, el tratado permitió que Jabal Druze, la región alauita (ahora llamada Latakia) y Alejandreta se incorporaran a la República Siria en los dos años siguientes. El Gran Líbano (ahora República Libanesa) fue el único estado que no se unió a la República Siria. Hashim al-Atassi, que fue primer ministro durante el breve reinado del rey Faisal (1918-1920), fue el primer presidente elegido bajo una nueva constitución adoptada después del tratado de independencia.
El tratado garantizó la incorporación de regiones drusas y alauitas anteriormente autónomas a la Gran Siria, pero no del Líbano, con el que Francia firmó un tratado similar en noviembre. El tratado también prometía una reducción de la intervención francesa en los asuntos internos sirios, así como una reducción de las tropas, el personal y las bases militares francesas en Siria. A cambio, Siria se comprometió a apoyar a Francia en tiempos de guerra, incluido el uso de su espacio aéreo, y a permitir a Francia mantener dos bases militares en territorio sirio. Se incluyeron otras disposiciones políticas, económicas y culturales.
Atassi regresó a Siria triunfante el 27 de septiembre de 1936 y fue elegido Presidente de la República en noviembre.
En septiembre de 1938, Francia separó el Sanjacado sirio de Alejandreta, a pesar de que su territorio estaba garantizado como parte de Siria en el tratado, y lo transformó en el Estado de Hatay, que se unió a Turquía en junio de 1939. Siria no reconoció la incorporación de Hatay a Turquía y la cuestión sigue siendo discutida hasta el día de hoy.
La amenaza emergente de la Alemania nazi generó temor de ser superados por ella si Francia renunciaba a sus colonias en Medio Oriente. Eso, sumado a las persistentes inclinaciones imperialistas en algunos niveles del gobierno francés, llevó a Francia a reconsiderar sus promesas y negarse a ratificar el tratado. Estallaron nuevamente disturbios, Atassi dimitió y la independencia de Siria se pospuso hasta después de la Segunda Guerra Mundial.

##### Segunda Guerra Mundial e independencia
Con la caída de Francia en 1940 durante la Segunda Guerra Mundial, Siria quedó bajo el control del Gobierno de Vichy hasta que los británicos y los franceses libres invadieron y ocuparon el país en julio de 1941. Siria proclamó nuevamente su independencia en 1941, pero no fue hasta el 1 de enero de 1944 cuando fue reconocida como república independiente.
En la década de 1940, Gran Bretaña abogó en secreto por la creación de un Gran Estado sirio que le aseguraría un estatus preferencial en asuntos militares, económicos y culturales, a cambio de poner fin por completo a la ambición judía en Palestina. Francia y Estados Unidos se opusieron a la hegemonía británica en la región, lo que finalmente condujo a la creación de Israel.
El 27 de septiembre de 1941, Francia Libre proclamó, en virtud y en el marco del Mandato, la independencia y la soberanía del Estado sirio. La proclamación decía que "la independencia y soberanía de Siria y Líbano no afectarán la situación jurídica resultante de la Ley del Mandato". En efecto, esta situación sólo podría modificarse con el acuerdo del Consejo de la Sociedad de Naciones, con el consentimiento del Gobierno de los Estados Unidos, signatario de la Convención franco-americana del 4 de abril de 1924, y sólo después de la conclusión entre el Gobierno francés y los Gobiernos sirio y libanés de tratados debidamente ratificados de conformidad con las leyes de la República Francesa. 
Benqt Broms dijo que era importante señalar que había varios miembros fundadores de las Naciones Unidas cuya condición de Estado era dudosa en el momento de la Conferencia de San Francisco y que el Gobierno de Francia todavía consideraba a Siria y al Líbano como mandatos.
Duncan Hall dijo: "Así, se puede decir que el mandato sirio terminó sin ninguna acción formal por parte de la Liga o su sucesor. El mandato terminó con la declaración de independencia de la potencia mandataria y de los nuevos estados mismos, seguida de un proceso de reconocimiento incondicional gradual por otras potencias, que culminó con la admisión formal en las Naciones Unidas. El artículo 78 de la Carta puso fin al estatus de tutela para cualquier estado miembro: 'El sistema de administración fiduciaria no se aplicará a los territorios que hayan llegado a ser miembros de las Naciones Unidas, cuyas relaciones entre ellos se basarán en el respeto al principio de igualdad soberana'".  De modo que cuando la ONU entró oficialmente en existencia el 24 de octubre de 1945, después de la ratificación de la Carta de las Naciones Unidas por los cinco miembros permanentes, ya que tanto Siria como el Líbano eran estados miembros fundadores, el mandato francés para ambos terminó legalmente en esa fecha y se alcanzó la independencia total.
El 29 de mayo de 1945, Francia bombardeó Damasco y trató de arrestar a sus líderes elegidos democráticamente. Mientras los aviones franceses bombardeaban Damasco, el primer ministro Faris al-Khoury estaba en la conferencia fundadora de las Naciones Unidas en San Francisco, presentando la reivindicación de Siria de independencia del Mandato Francés.
La independencia de Siria se logró de iure el 24 de octubre de 1945. La constante presión de los grupos nacionalistas sirios y la presión británica obligaron a los franceses a evacuar sus últimas tropas el 17 de abril de 1946.

#### Primera República Siria Independiente (1946-1950)

##### Enmiendas constitucionales
La Constitución de 1930 fue enmendada en 1947.
En 1947, Siria se unió al Fondo Monetario Internacional (FMI) y vinculó su moneda al dólar estadounidense a 2,19148 libras = 1 dólar, tipo de cambio que se mantuvo hasta 1961. Las monedas libanesa y siria se separaron en 1948.

##### Guerra árabe-israelí de 1948 y sus consecuencias
La Liga Árabe fracasó en la guerra árabe-israelí de 1948.
Husni al-Za'im tomó el poder en 1949, pero murió ese mismo año. Fue sucedido por Atassi.
En 1950 se redactó y adoptó una nueva constitución, que marcó el inicio de la Segunda República Siria.

## Segunda República Siria
La Segunda República siria, oficialmente República Siria de 1950 a 1958 y República Árabe Siria de 1961 a 1963, sucedió a la Primera República Siria que se había independizado de facto en abril de 1946 del Mandato francés. La Segunda República se fundó en la Constitución siria de 1950, que fue suspendida entre 1953 y 1954 bajo el gobierno fuerte de Adib Shishakli, y más tarde cuando Siria se unió a la República de Egipto para formar la República Árabe Unida en 1958. La Segunda República se reanudó cuando Siria se retiró de la unión en 1961. En 1963, el Partido Baazista sirio llegó al poder mediante un golpe militar incruento, que sentó las bases de la estructura política de la Siria baazista.
La bandera verde, blanca, negra y roja es la primera bandera de la República Árabe Siria y la que se utilizó durante menos tiempo (entre 1961 y 1963). También fue la bandera de la oposición siria durante la guerra civil siria, y se convirtió nuevamente en la bandera de facto de Siria en 2024.

### Antecedentes
El proyecto de una nueva constitución fue discutido por una Asamblea Constituyente elegida en abril de 1928, pero como el Bloque Nacional independentista había obtenido la mayoría e insistía en la inserción de varios artículos "que no preservaban las prerrogativas del poder mandatario", la Asamblea fue disuelta el 9 de agosto de 1928. El 14 de mayo de 1930, el Estado de Siria fue declarado República de Siria y una nueva constitución siria fue promulgada por el Alto Comisionado francés, al mismo tiempo que la Constitución libanesa, el Règlement du Sandjak d'Alexandrette, el Estatuto del Gobierno alauita y el Estatuto del Estado druso de Jabal. En esta constitución también se menciona una nueva bandera:
La bandera siria estará compuesta de la siguiente manera: la longitud será el doble de la altura. Contendrá tres bandas de dimensiones iguales, siendo la banda superior verde, la banda media blanca y la banda inferior negra. La parte blanca llevará tres estrellas rojas en línea, de cinco puntas cada una.
En 1933, Francia intentó imponer un tratado de independencia fuertemente sesgado a favor de Francia. Prometió una independencia gradual pero mantuvo las montañas sirias bajo control francés. El jefe de Estado sirio en ese momento era un títere francés, Muhammad 'Ali Bay al-'Abid. La feroz oposición a este tratado fue encabezada por el destacado nacionalista y parlamentario Hashim al-Atassi, quien convocó a una huelga de sesenta días en protesta. La coalición política de Atassi, el Bloque Nacional, movilizó un apoyo popular masivo a su llamado. Se produjeron disturbios y manifestaciones y la economía se paralizó.
Tras las negociaciones celebradas en marzo con Damien de Martel, Alto Comisionado francés en Siria, Hashim al-Atassi viajó a París al frente de una delegación de alto nivel del Bloque. El nuevo gobierno francés dirigido por el Frente Popular, formado en junio de 1936 después de las elecciones de abril-mayo, había acordado reconocer al Bloque Nacional como el único representante legítimo del pueblo sirio e invitó a al-Atassi a las negociaciones de independencia. El tratado resultante exigía el reconocimiento inmediato de la independencia de Siria como república soberana y la emancipación plena se otorgaría gradualmente a lo largo de un período de 25 años.
En 1936 se firmó el Tratado de Independencia franco-sirio, tratado que no sería ratificado por la legislatura francesa. Sin embargo, el tratado permitió que Jabal Druze, la región alauita (ahora llamada Latakia) y Alejandreta se incorporaran a la república siria en los dos años siguientes. El Gran Líbano (ahora República Libanesa) fue el único estado que no se unió a la República Siria. Hashim al-Atassi, que fue primer ministro durante el breve reinado del rey Faisal (1918-1920), fue el primer presidente elegido bajo una nueva constitución adoptada después del tratado de independencia.
El tratado garantizó la incorporación de regiones drusas y alauitas anteriormente autónomas a la Gran Siria, pero no del Líbano, con el que Francia firmó un tratado similar en noviembre. El tratado también prometía una reducción de la intervención francesa en los asuntos internos sirios, así como una reducción de las tropas, el personal y las bases militares francesas en Siria. A cambio, Siria se comprometió a apoyar a Francia en tiempos de guerra, incluido el uso de su espacio aéreo, y a permitir a Francia mantener dos bases militares en territorio sirio. Se incluyeron otras disposiciones políticas, económicas y culturales.
Atassi regresó a Siria triunfante el 27 de septiembre de 1936 y fue elegido Presidente de la República en noviembre.
En septiembre de 1938, Francia separó nuevamente el Sanjacado sirio de Alejandreta y lo transformó en el Estado de Hatay. El estado de Hatay se unió a Turquía al año siguiente mediante una elección realizada por el pueblo de Hatay. En junio de 1939. Siria no reconoció la incorporación de Hatay a Turquía y la cuestión sigue siendo discutida hasta el día de hoy.
La amenaza emergente de Adolf Hitler generó temor de ser superados por la Alemania nazi si Francia renunciaba a sus colonias en Medio Oriente. Eso, sumado a las persistentes inclinaciones imperialistas en algunos niveles del gobierno francés, llevó a Francia a reconsiderar sus promesas y negarse a ratificar el tratado. Además, Francia cedió el Sanjacado de Alejandreta, cuyo territorio estaba garantizado como parte de Siria en el tratado, a Turquía. Estallaron nuevamente disturbios, Atassi dimitió y la independencia de Siria se pospuso hasta después de la Segunda Guerra Mundial.
Con la caída de Francia en 1940 durante la Segunda Guerra Mundial, Siria quedó bajo el control del Gobierno de Vichy hasta que los británicos y los franceses libres invadieron y ocuparon el país en julio de 1941. Siria proclamó nuevamente su independencia en 1941, pero no fue hasta el 1 de enero de 1944 que fue reconocida como república independiente.
En la década de 1940, Gran Bretaña abogó en secreto por la creación de un Gran Estado sirio que le aseguraría un estatus preferencial en asuntos militares, económicos y culturales, a cambio de poner fin por completo a la ambición judía en Palestina. Francia y Estados Unidos se opusieron a la hegemonía británica en la región, lo que finalmente condujo a la creación de Israel.
El 27 de septiembre de 1941, Francia proclamó, en virtud y en el marco del Mandato, la independencia y la soberanía del Estado sirio. La proclamación decía que "la independencia y soberanía de Siria y Líbano no afectarán la situación jurídica resultante de la Ley del Mandato". En efecto, esta situación sólo podría modificarse con el acuerdo del Consejo de la Sociedad de Naciones, con el consentimiento del Gobierno de los Estados Unidos, signatario de la Convención franco-americana del 4 de abril de 1924, y sólo después de la conclusión entre el Gobierno francés y los Gobiernos sirio y libanés de tratados debidamente ratificados de conformidad con las leyes de la República Francesa.
Benqt Broms dijo que era importante señalar que había varios miembros fundadores de las Naciones Unidas cuya condición de Estado era dudosa en el momento de la Conferencia de San Francisco y que el Gobierno de Francia todavía consideraba a Siria y al Líbano como mandatos.
Duncan Hall dijo: "Así, se puede decir que el mandato sirio terminó sin ninguna acción formal por parte de la Liga o su sucesor. El mandato terminó con la declaración de independencia de la potencia mandataria y de los nuevos estados mismos, seguida de un proceso de reconocimiento incondicional gradual por otras potencias, que culminó con la admisión formal en las Naciones Unidas. El artículo 78 de la Carta puso fin al estatus de tutela para cualquier estado miembro: 'El sistema de administración fiduciaria no se aplicará a los territorios que hayan llegado a ser miembros de las Naciones Unidas, cuyas relaciones entre ellos se basarán en el respeto al principio de igualdad soberana'".  De modo que cuando la ONU entró oficialmente en existencia el 24 de octubre de 1945, después de la ratificación de la Carta de las Naciones Unidas por los cinco miembros permanentes, ya que tanto Siria como el Líbano eran estados miembros fundadores, el mandato francés para ambos terminó legalmente en esa fecha y se alcanzó la independencia total.
El 29 de mayo de 1945, Francia bombardeó Damasco y trató de arrestar a sus líderes elegidos democráticamente. Mientras los aviones franceses bombardeaban Damasco, el primer ministro Faris al-Khoury estaba en la conferencia fundadora de las Naciones Unidas en San Francisco, presentando el reclamo de Siria de independencia del Mandato Francés.

#### Primera República Siria Independiente (1946-1950)
Los primeros años de la independencia estuvieron marcados por la inestabilidad política. Entre 1946 y 1956, Siria tuvo 20 gabinetes diferentes y redactó cuatro constituciones separadas.
En 1948, Siria participó en la guerra árabe-israelí con el recién creado Estado de Israel. El ejército sirio fue expulsado de las zonas israelíes, pero fortificó sus bastiones en los Altos del Golán y logró mantener sus antiguas fronteras y ocupar algún territorio adicional.[cita requerida] En julio de 1949, Siria fue el último país árabe en firmar un acuerdo de armisticio con Israel.

### Historia

#### Primeros años
El 29 de marzo de 1949, el gobierno nacional de Siria fue derrocado por un golpe de estado militar dirigido por Hussni al-Zaim. La causa de este golpe fue la vergüenza que vivió el ejército sirio tras la guerra árabe-israelí. Un ejemplo de esta vergüenza puede verse en lo que se llama el escándalo Samneh de 1948. Según Patrick Seale, "el presidente Shukri al-Quwatli y su nuevo primer ministro emprendieron una gira por las posiciones de primera línea y los puntos de suministro. Según la historia, los dos políticos notaron un olor acre que provenía de una cocina de campaña. Al preguntar, les dijeron que provenía de grasa de cocina quemada. Quwatli exigió que se abriera una lata nueva y se cocinara un huevo delante de él. La grasa volvió a despedir un olor nauseabundo: el presidente la probó y dijo que era de calidad inferior. Se enviaron muestras para analizar y se reveló que la grasa estaba hecha de desechos de huesos". Posteriormente, Quwatli ordenó el arresto del coronel por especulación. Después de este incidente, los oficiales se enfurecieron cuando la gente común se tapaba la nariz mientras los miraban, en referencia al olor de la grasa de la cocina. El 14 de agosto de 1949, Zaim fue derrocado por su colega Sami al-Hinnawi. Unos meses más tarde, en diciembre de 1949, Hinnawi fue derrocado por el coronel Adib al-Shishakli. Este último socavó el régimen civil y condujo a la toma completa del poder por parte de Shishakli en 1951. Shishakli continuó gobernando el país hasta 1954, cuando la creciente oposición pública lo obligó a dimitir y abandonar el país. El gobierno nacional fue restaurado, pero nuevamente para enfrentar la inestabilidad, esta vez proveniente del exterior. Tras el derrocamiento del presidente Shishakli en el golpe de febrero de 1954, las continuas maniobras políticas apoyadas por facciones rivales en el ejército acabaron llevando al poder a elementos nacionalistas y socialistas árabes.
Durante la Crisis de Suez de 1956, tras la invasión de la península del Sinaí por tropas israelíes y la intervención de tropas británicas y francesas, se declaró la ley marcial en Siria. Más tarde, tropas sirias e iraquíes fueron enviadas a Jordania para evitar una posible invasión israelí. Los ataques de noviembre de 1956 a los oleoductos iraquíes fueron una represalia por la aceptación de Irak del Pacto de Bagdad. A principios de 1957, Irak advirtió a Egipto y Siria contra una posible anexión de Jordania.
En noviembre de 1956, Siria firmó un pacto con la Unión Soviética, proporcionando un punto de apoyo para la influencia comunista dentro del gobierno a cambio del envío de aviones, tanques y otros equipos militares a Siria. Este aumento en la fuerza de la tecnología militar siria preocupó a Turquía, ya que parecía factible que Siria intentara retomar Iskenderon, una antigua ciudad siria que ahora pertenece a Turquía. Por otra parte, Siria y la URSS acusaron a Turquía de concentrar sus tropas en la frontera siria. Durante este enfrentamiento, los comunistas obtuvieron más control sobre el gobierno y el ejército sirios. Sólo los acalorados debates en las Naciones Unidas (de las que Siria era miembro original) redujeron la amenaza de guerra.

#### Adhesión a la República Árabe Unida
La inestabilidad política de Siria durante los años posteriores al golpe de 1954, el paralelismo de las políticas sirias y egipcias y el atractivo del liderazgo del presidente egipcio Gamal Abdal Nasser tras la crisis de Suez crearon apoyo en Siria a la unión con Egipto. El 1 de febrero de 1958, el presidente sirio Shukri al-Kuwatli y Nasser anunciaron la fusión de los dos países, creando la República Árabe Unida, y todos los partidos políticos sirios, así como los comunistas allí, cesaron sus actividades abiertas. La fusión fue aprobada en un referéndum en 1958.

#### 1961–1963
El descontento con el dominio egipcio de la RAU llevó a elementos opuestos a la unión bajo el mando de Abd al-Karim al-Nahlawi a tomar el poder el 28 de septiembre de 1961. Dos días después, Siria se restableció como República Árabe Siria. Los años 1960 se caracterizaron por frecuentes golpes de estado, revueltas militares, desórdenes civiles y disturbios sangrientos. El golpe del 8 de marzo de 1963 dio lugar a la instalación del Consejo Nacional del Comando Revolucionario (CNRC), un grupo de funcionarios militares y civiles que asumieron el control de toda la autoridad ejecutiva y legislativa. La toma fue organizada por miembros del Partido Baaz liderados por Michel Aflaq y Salah al-Din al-Bitar. El nuevo gabinete estuvo dominado por miembros del Ba'ath; el moderado al-Bitar se convirtió en primer ministro.